# Department of Youth
Singles de Alice Cooper
Muscle of Love
(1974) Only Women Bleed
(1975)
Department of Youth, est une chanson d'Alice Cooper issue de l'album Welcome to My Nightmare. Le single s'est classé à la 67e position au Billboard Hot 100 la semaine du 30 août 1975 et est resté classé quatre semaines au classement.
Selon Alice Cooper et le producteur Bob Ezrin, le titre n'était pas destiné à figurer sur l'album Welcome to my Nightmare, la maison de disques pensait que l'album n'avait aucun single de viable, ils ont alors demandé un hymne rock.
Department of Youth est souvent comparé aux titres School's Out et Elected par les critiques de l'époque ; décrit entre autres par la revue Melody Maker comme étant un hymne d'adolescents typique d'Alice Cooper,. La chanson comporte des chœurs d'enfants qui chantent 
les paroles « We're the department of youth, we've got the power » (« Nous sommes le ministère de la jeunesse, nous avons le pouvoir. ») durant le refrain, rappelant celui de School's Out, hormis pour les paroles.